# Tettnanger Hopfensauparade

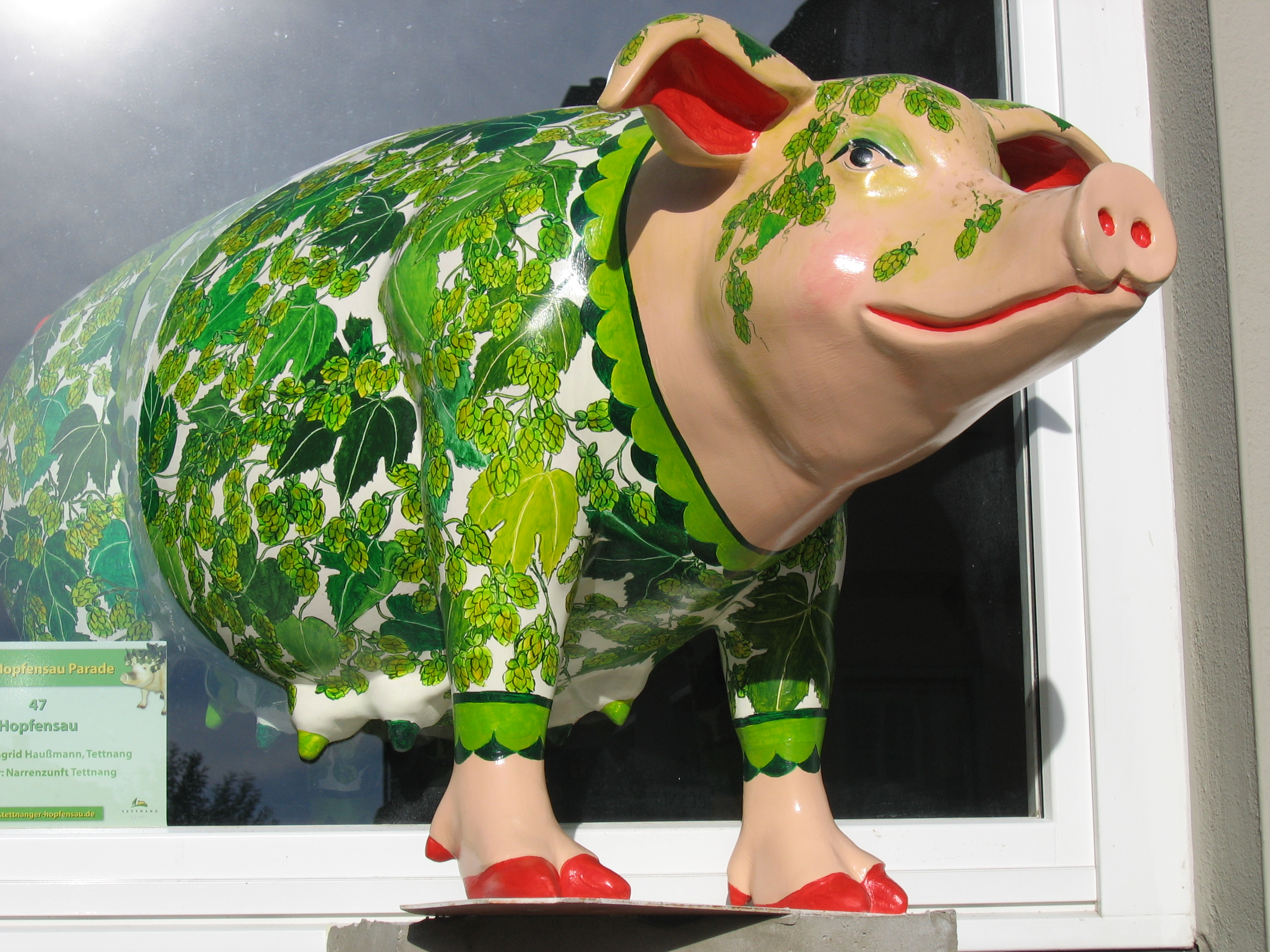
Tettnanger Hopfensau – das Original

Die Tettnanger Hopfensauparade fand 2006 in der baden-württembergischen Stadt Tettnang im Bodenseekreis in Deutschland statt.
In Zusammenarbeit der Stadt Tettnang mit dem Hopfenpflanzerverband und dem Hopfenmuseum belebten zum fünften Tettnanger Hopfenwandertag über neunzig lebensgroße, individuell gestaltete Hopfensäue den Tettnanger Hopfenpfad, später auch Straßen und Plätze im Stadtgebiet.
Erinnert wird damit an den Brauch zu Zeiten der Handernte bis in etwa die 1950er-Jahre, zu dem bei Ernteschluss beim Hopfenschmaus in jedem Betrieb die „Hopfensau“ gekürt und gefeiert wurde: Den Ehrentitel „Hopfensau“ wurde der Hopfenbrockerin verliehen, die den letzten Hopfenranken abpflückte, verbunden mit (Sau)-Glückwünschen, Geschenken und zum Teil auch mit etwas derben Späßen auf ihre Kosten.
Diese Tierparade adaptiert eine Idee, die seit 1998 schon in anderen Städten erfolgreich war, ursprünglich initiiert durch die Zürcher Kuh-Kultur.

## Hopfensauen
Aus den rund dreißig Kilogramm schweren, aus witterungsbeständigem glasfaserverstärktem Kunststoff hergestellten Rohlingen entstanden zum Teil von ortsansässigen Künstlern und Schülern buntbemalte Skulpturen. Sie brachten Farbe und Vergnügen ins Tettnanger Stadtbild, waren Werbung für die Geschäftswelt und brachten am Ende einen finanziellen Zuschuss für das karitative Projekt „Rosario Oeste“ in Brasilien.
| Nr. | Name                               | Künstler | Beschreibung | Sponsor (S) Eigentümer (E)                                                  | Bild |
| --- | ---------------------------------- | --- | --- | --------------------------------------------------------------------------- | ---- |
| 71  | 1. Hilfe Säule                     | Mitglieder der Jugendrotkreuz-Gruppe Tettnang: Nadine Bosch, Eva-Maria Rittler, Anna Schindele und Alessandra Zamarco                                                       | Die Sau soll als Symbol für die Menschen stehen, die weltumspannend Hand-in-Hand Anderen, die in Not geraten sind, helfen.                                                                             | DRK-Ortsgruppe, Loretostraße, Tettnang                                      |      |
| 72  | Agorishystrixa                     | Roland Kratzert, Tettnang | Die Hofensau Agorishystrixa (lateinisch für Bauernschwein) wurde mit Produkten, die im Hofladen angeboten werden, bemalt.                                                                              | Ruthers Hofladen, Wangener Straße 11, Tettnang                              |      |
| 39  | Alonso                             | Manuela Maurer und Dieter Maurer, Tettnang | Diese Sau wurde dem im Jahr 2006 amtierenden Formel-1-Weltmeister, Fernando Alonso, der am Ende der Saison 2006 seinen Titel verteidigen konnte, gewidmet.                                             | Autohaus Felder, Oberhofer Straße 1, Tettnang                               |      |
|     | Alpina                             | Fünf Jugendliche des Malateliers Mang in Ravensburg: Maximilian Biber, Lea Gocht, Katrin Mohr, Benedikt Müller und David Voss                                               | Bei der Bemalung dieser Hopfensau wurde das Label des Leibinger Seeradlers frei umgesetzt; das dortige Alpenpanorama führte zum Namen Alpina.                                                          | Brauerei Max Leibinger, Friedhofstraße 22–36, Ravensburg                    |      |
| 53  | Antonia                            | Christine Thomas, Tettnang | Der Name Antonia erinnert an den letzten der Grafen von Montfort, Anton IV., der 1787 im heutigen Gasthof Krone gestorben ist.                                                                         | Brauerei-Gasthof Krone, Montfortplatz 7, Tettnang                           |      |
| 34  | Argentalsau                        | Helga Dörsum-Riebel, Tettnang-Unterlangnau | Die Sau ist mit Symbolen der Langnauer Umgebung bemalt: Früchte, Hopfen, Burg Gießen, die Argen mit Fischen, Obst und Blumen.                                                                          | Ortsverwaltung Langnau, Rathausplatz 13, Tettnang-Langnau                   |      |
| 83  | Arte-Grunz                         | Claudia Porsche, Wasserburg | Der Wunsch der Künstlerin war es eine farblich kraftvoll aber abstrakt gestaltetes Sau zu kreieren, Arte-Grunz ist der Kunstlaut, den die Kunstsau von sich gibt.                                      | Bäckerei Obermühle, Wangener Straße 20, Tettnang                            |      |
| 56  | Augenblickchen                     | Claudia-Alexandra Ray Tettnang-Krumbach | Die Idee der Bemalung kam vom Sponsor, die Künstlerin setzte diese mit der von der Firma Zeiss entwickelten medizinischen Kopflupe um.                                                                 | Optik Horstmann                                                             |      |
| 85  | BauSau                             | Gaissmaier Kreativ Team & Jens Stockmann | Das Hinterteil der vorne als Rohbau-Sau ausgeführten BauSau wurde mit hunderten hochwertigen Glasmosaiksteinchen verziert.                                                                             | Firma Gaissmaier, Waldesch 19, Tettnang                                     |      |
| 29  | Bewegungssau                       | Larissa Maler und Oliver Schneider, Tettnang | Die sportliche Sau ist in den Farben des TSV, Tettnangs größtem Sportverein, bemalt, die Piktogramme auf dem Trikot symbolisieren die einzelnen Abteilungen des Vereins.                               | TSV 1848 Tettnang                                                           |      |
| 5   | Boscha di Forsta                   | Karin Hirsch | Im ehemals königlichen Forstamtsgebäude im Schlosspark steht die Sau, deren Bemalung alles zeigt, was ein Wald hergibt.                                                                                | Forstamt Bodenseekreis, Albrechtstraße 77 Friedrichshafen                   |      |
| 42  | Bräuresl                           | Sylvia Schmid Neukirch | Die Bemalung dieser Sau symbolisiert einige Erwerbszweige des Brauereigasthofs: Hausbrauerei, Hopfenanbau und Ochsenaufzucht.                                                                          | Brauereigasthof Schörle, Dietmannsweiler 2, Tettnang-Dietmannsweiler        |      |
| 9   | Bürger-Mooser-Sau                  | Kinder des Kindergartens Bürgermoos unter Anleitung ihrer Erzieher | Als die Sau mit goldfarbener Grundierung dastand, entschied man sich, sie einem Lindt-Osterhasen ähnlich, so zu lassen und versah sie lediglich noch mit einer Glocke am roten Band.                   | Kindergarten Bürgermoos, Tettnang-Bürgermoos                                |      |
| 27  | Carlos                             | Kinder im Alter von einem bis zehn Jahren des VAUDE-Kinderhauses, Tettnang-Obereisenbach                                                                                    | Die orange grundierte Sau durften die Kinder mit eigenen Farbflecken selbst gestalten. | Firma VAUDE, VAUDE-Straße 2, Tettnang-Obereisenbach                         |      |
| 26  | DaCapo alFine                      | Sechs Künstlerinnen der Musikschule Tettnang: Kathrin Inerle, Felizia Nachbaur, Marie-Luise Oesterlein, Jana Stein, Hannah-Marie Waschilewski und Jane Zoll                 | Da capo al Fine bezeichnet in der Musik die Wiederholung eines Stückes vom Anfang bis zu einem bezeichneten Ende.                                                                                      | Musikschule, Lindauer Straße 48, Tettnang                                   |      |
| 11  | Der dicke Waldemar                 | Kinder des Kindergartens Oberhof unter Anleitung der Erzieher | Auf der nach einer Figur aus dem Kinderbuch „Freunde“ von Helme Heine bezeichneten Sau hat sich jedes Kind mit seinem Handabdruck verewigt.                                                            | Kindergarten Oberhof, Narzissenstraße 8, Tettnang                           |      |
| 78  | Doldine                            | Kunst- und Hobbykreis Wolnzach | Die Sau ist mit Hopfenblättern, -dolden und -reben in den Farben der HVG bemalt, ihr Name leitet sich von der Hopfendolde ab.                                                                          | E: Hopfenverwertungsgenossenschaft, Kellerstraße 1, Wolnzach                |      |
| 62  | Dorfdiva Tettnang                  | Susanne Abt | Die Dorfdiva ist mit Blüten, Blumen, Perlen und Strasssteinen geschmückt. | Buntes, Susanne Abt                                                         |      |
| 49  | Elektronika                        | Schüler der Elektronikschule und ihr Lehrer, Herr Sieber, Tettnang | Die rosarot grundierte Elektronika ist mit Symbolen, die die vier Fachrichtungen der Elektronikschule wiedergeben, bemalt: Automatisierungs-, Elektro-, Informations- und Medientechnik.               | Elektronikschule, Oberhofer Straße 25, Tettnang                             |      |
| 84  | Emil Sugar                         | Johannes Stopper, Tettnang | Emil wurde anlässlich des Diabetikertags unter anderem mit Apfel, Sportdress, Spritze und Diabetikerschuh versehen.                                                                                    | Krankenhaus Tettnang, Emil-Münch-Straße 16, Tettnang                        |      |
| 38  | Fachwerksau                        | Stefanie und Brigitte Abler, Tettnang-Wiesertsweiler | Die Hopfensau zeigt mit ihrer Bemalung eine Verbindung zwischen Fachwerksau und der Zimmerei Abler. | Firma Abler, Wiesertsweiler 3, Tettnang-Wiesertsweiler                      |      |
| 17  | Finala Berlina                     | Die Klasse 3b der Schillerschule Tettnang mit ihrer Lehrerin Monika Schellhaase                                                                                             | Die in Farben eines Fußballs und eines Rasens bemalte Sau zeigt die Flaggen der teilnehmenden Nationen der Fußball-Weltmeisterschaft, dem sogenannten Sommermärchen 2006.                              | GS Schillerschule, Friedhofstraße 7, Tettnang                               |      |
| 8   | Fitness Sau                        | Anita Maier, Tettnang | Die künstlerische Botschaft der Fitness Sau lautet: Selbst eine Sau hält sich fit und hat viel Spaß dabei, sozusagen „Fit, wie d`Sau“.                                                                 | Fitness-Arena Balance, Langenargener Straße 67, Tettnang-Hagenbuchen        |      |
| 88  | Frau Studienrat                    | Silka Thanner, Tettnang | Kopftuch, Kittelschürze und Stulpen sind von alten Fotos einer „Hopfensau“ übernommen worden. | HopfenMuseum, Hopfengut 20, Tettnang-Siggenweiler                           |      |
| 77  | Fulfil your dreams                 | Leistungskurs Kunst 13 des Montfort-Gymnasiums unter Anleitung des Kunstlehrers Detlef Fellrath                                                                             | Die verschiedenen Oberflächen sollen verschiedene Träume symbolisieren … | Sparkasse Bodensee, Bahnhofstraße 22, Tettnang                              |      |
| 30  | Gräfin Montfort                    | Mareike Mill und Lea Riegger, beide 16 Jahre alt | Die Gräfin ist neben dem Wappen der Grafen von Montfort mit vielen kleinen Details ‚eingekleidet‘, ‚frisiert‘ und ‚geschminkt‘.                                                                        | Montfort-Gymnasium, Manzenbergstraße 24, Tettnang                           |      |
| 93  | Großherzogliche-Badische-Eisenbahn | Christiane Großhans | Diese Sau ist so gestaltet, dass sie die Sauschwänzlebahn und der Stadt Blumberg identifiziert. | Stadtverwaltung, Hauptstraße 97, Blumberg                                   |      |
| 23  | Hilwi                              | Sven Preuß und David Weyers | Die drei Farben sollen den Hopfen und die rote Spinne symbolisieren. | Schulgemeinschaft Argental, Ritter-Arnold-Straße 15, Tettnang-Hiltensweiler |      |
|     | Hip-Hop Sau                        | Kunst-AG der Uhlandschule, Tettnang | | Uhlandschule, Wiesenstraße 4, Tettnang                                      |      |
| 66  | Holly Day - die Weltsau            | Jens Stockmann | Die Weltsau Holly Day verkörpert mit der aufgemalten Weltkarte den Tourismus und das Motto des Sponsors: „Bei uns kommen Sie gut weg …“                                                                | Reisewelt Montfort, Karlstraße 16, Tettnang                                 |      |
| 47  | Hopfensau - das Original           | Ingrid Haußmann, Tettnang | Die Hopfensau ist im Häs des Hopfennarrnen, einer Hauptfigur der Tettnanger Narrenzunft, dargestellt: das weißgrundige Häs ist mit Hopfendolden und Hopfenblättern bemalt.                             | Narrenzunft Tettnang, Montfortstraße, Tettnang                              |      |
| 76  | Hopfentrüffelsau                   | Dominik Zehle (* 1973) | Mit der zum Boden gerichteten Schnauze ist die aus Pralinenverpackungen emporsteigende Sau auf der Suche nach edlen Trüffeln für die „Schokolade vom Sepp“.                                            | Bäckerei Reck, Storchenstraße 13, Tettnang                                  |      |
| 36  | Indische Hochzeitssau              | Ilse Johanna Riebel, Tettnang-Unterlangnau | Die Künstlerin wollte mit der leuchtend aber schlicht gestalteten Indischen Hochzeitssau die Hopfensauparade ein wenig international gestalten.                                                        | Ilse Johanna Riebel, Tettnang-Unterlangnau                                  |      |
| 44  | Irokese                            | Ca-Jo Fink und Martin Krupp | Diese Hopfensau wurde nach der Bemalung mit einer Irokesenfrisur und diversen Piercings versehen. | Friseur Fink, Montfortstraße 26, Tettnang                                   |      |
| 79  | Jolanda - Humulus fructus          | Renate Weishaupt | | BayWa AG, Kalchenstraße 20, Tettnang                                        |      |
| 10  | Kau-Linchen                        | Dafne Joel, Tettnang-Kau | Auf dem Weg in den Kindergarten: mit Vespertasche und in Latzhose sowie Flip-Flops kommt Kau-Linchen daher.                                                                                            | Kindergarten Kau, Margaretenstraße 9, Tettnang-Kau                          |      |
| 55  | Lachendes-weinendes Schwein        | Susanne Kiechle, Tettnang | Die zwei unterschiedlich gestalteten Hälften der Sau symbolisieren seriöses, traditionelles Metzgerhandwerk auf der einen und Billigfleisch sowie Fleischskandale auf der anderen Seite.               | Metzgerei Forster, Kirchstraße 1, Tettnang                                  |      |
| 22  | Laimi - die Bewegende              | Theresa Adelmann und Sara Schupp | Nach dem Motto „Schule in Bewegung“ gestalteten die beiden Künstlerinnen die Sau mit Motiven nach dem US-amerikanischen Künstler Keith Haring.                                                         | Schulgemeinschaft Argental Römerstraße 2, Tettnang-Laimnau                  |      |
| 90  | Leopoldine - die Stadtsau          | Apollonia Gratwohl, Markdorf | | frisörladen, Kirchstraße 5, Tettnang                                        |      |
| 25  | Lucky Sunshine                     | Inge Warnack, Friedrichshafen | Diese Sau fängt den Frühling ein; Lucky steht für die Glückssymbole Kleeblätter und Glückskäfer, Sunshine für die über der aufgemalten Klinik aufgehenden Sonne.                                       | Klinik Tettnang, Emil-Münch-Straße 16, Tettnang                             |      |
| 69  | Lupulinchen                        | Christine Huchler, Neukirch | Die Gestaltung des Lupulinchens dauerte nur fünf Tage. | Modehaus Buffler, Karlstraße 2–4, Tettnang                                  |      |
| 59  | Lurchi-Sau                         | Elisabeth Aich, Tettnang | Lange schallt’s im Walde noch …: Der Feuersalamander „Lurchi“, eine Comicfigur des deutschen Schuhherstellers Salamander, stand Pate für die Lurchi-Sau.                                               | Schuhhaus Jung, Karlstraße 26, Tettnang                                     |      |
| 32  | Magistrata van Tasia               | Mareike Mill und Lea Riegger | Die Bemalung der Magistrata (lateinisch für Amtsperson) ist bis auf das Stadtwappen der Phantasie der beiden Künstlerinnen entsprungen.                                                                | Montfort-Gymnasium, Manzenbergstraße 24, Tettnang                           |      |
|     | Mini-Hopfensau                     | Uschi Arnold | |                                                                             |      |
| 35  | Mister Sauerei                     | Künstlergruppe Duktus, Tettnang | Mister Sauerei nimmt mit Baskenmütze, einem Pinsel in der Schnauze und einem Fuß im Farbtopf die Kunst mit Humor.                                                                                      | schulz engineering, Narzissenstraße 5, Tettnang                             |      |
| 93  | Miss Piggi                         | Spencer-Design, Baienfurt | Glitter, Klunker und lange Wimpern der Sau symbolisieren – etwas überzogen – Dinge, die in der Parfümerie und Drogerie zu erhalten sind.                                                               | Drogerie/Parfümerie Balle, Karlstraße 20, Tettnang                          |      |
| 58  | Mizzi                              | Claudia Porsche, Wasserburg | | Bäckerei Obermühle, Wangener Straße 20, Tettnang                            |      |
| 68  | Modesau                            | Regina Wenig, Meckenbeuren | | Modehaus Buffler, Karlstraße 2–4, Tettnang                                  |      |
| 87  | MOT-Sau                            | Sabrina Martin, Eriskirch | | Martin Orthopädie Technik, Lindauer Straße 13, Tettnang                     |      |
| 50  | Museums-Sau                        | Schülerinnen der Klassen 7b und 8b des Montfort-Gymnasiums mit Unterstützung von Frau Kiemle: Carina Helm, Kathrin Inerle, Tamara Jahnke, Laura Staelberg und Jessica Sterk | | Montofrtmuseum, Montfortstraße 39, Tettnang                                 |      |
| 6   | Obelix-Sau                         | Schülerinnen des Montfort-Gymnasiums unter Anleitung ihrer Kunstlehrerin, Karo Kiemle: Johanna Arnold, Kerstin Beck, Sabrina Himmel und Theresa Möhrle                      | Die Asterix-Comicserie bietet – wie die Stadtbücherei – Unterhaltung, Spaß und Wissensvermittlung. | Stadtbücherei, Schlossstraße 9–11, Tettnang                                 |      |
| 21  | Oeisi - die Badende                | Laura Kammerer und Lisa Kramer sowie Silka Thanner als Betreuerin | Sonnengeschwärzt, im Badeanzug und mit Tauchermaske wirbt Oeisi für das Freibad im Tettnanger Ortsteil Obereisenbach.                                                                                  | Schulgemeinschaft Argental, An der Schule 3, Tettnang-Obereisenbach         |      |
| 14  | Olga - das Wanderschwein           | VAUDE-Kinderhaus | | VAUDE, VAUDE-Straße 2, Tettnang-Obereisenbach                               |      |
| 75  | Fräulein Oralia                    | Sylvia Schmid, Neukirch | | Zahntechnik Schmieder, Olgastraße 4, Tettnang                               |      |
| 24  | Orienta                            | Liesel Kluth und Gabi Schlegel | Vierzehn Tage brauchten die Künstlerinnen für die Gestaltung der Sau, die Sonnenstrahlen und den Glanz sowie die bunte Umwelt des Seniorenheims symbolisieren soll.                                    | Pflegeheim St. Johann, St.-Johann-Weg 3, Tettnang                           |      |
| 67  | Pegasus                            | Rolf Fenzl, Tettnang-Baldensweiler | | Bertele & Fehrenbach, Karlstraße 7, Tettnang                                |      |
| 64  | Pic Pac                            | Jugendhaus Tettnang: Regina Feist, Andrea-Corinna Neidhart, Claudia Rehm, Sonja Seel und Oliver Venus                                                                       | In Anlehnung an den Computerspiel-Klassiker Pac-Man erhielt die Sau ihren Namen und wurde entsprechend schwarz grundiert und mit dem Spielfeld bemalt.                                                 | Jugendhaus, Schulstraße 2, Tettnang                                         |      |
| 2   | Porcus marmoreus vulgaris          | Sculptori Obermayr, Tettnang | Kopf und Hinterteil mit Ohren, Schweinebacken, Rüssel sowie Ringelschwänzschen wurden herausgearbeitet, der Mittelteil blieb als Marmorblock unbearbeitet.                                             | Steinwerkstätte Obermayr, Langenargener Straße 1 Tettnang                   |      |
|     | Resi                               | Schüler der Klassen 7c, 7e, 10c und 10e der Realschule Tettnang unter Leitung von Traudel Knorrenschild                                                                     | | Realschule, Manzenbergstraße 24, Tettnang                                   |      |
| 12  | Ringelschwänzchen                  | Kinder des Kindergartens Ramsbach unter Anleitung von Susanne Dillmann | Die Formen und Farben stehen für die Unterschiedlichkeit und Einmaligkeit der Kinder, die begrenzenden goldenen Linien für die Erzieherinnen des Kindergartens.                                        | Kindergarten Ramsbach, Moosstraße 21, Tettnang                              |      |
| 57  | Rosi                               | Schüler der Klasse 10b der Realschule Tettnang unter Leitung von Traudel Knorrenschild                                                                                      | Ohne jegliche Ansprüche, „die Gestaltung der Rosi war Ausdruck purer Lebensfreude“, so die Künstler der Realschule.                                                                                    | Volksbank Tettnang, Lindauer Straße 6, Tettnang                             |      |
| 37  | Sau-glücklich                      | Helga Dörsam-Riebel | Ihren Namen bekam die Sau mit goldenem Riecher und etwas Orient am Leib aufgrund eines persönlichen Glückfalls der Künstlerin.                                                                         | Kunstakademie, Überlingen                                                   |      |
| 51  | Sau’gnau                           | Gabriele Steinhübel, Ravensburg | Die Sau musste – so die Vorgabe des Besitzers an die Künstlerin – ganz genau, wie die Ergebnisse eines Ingenieurbüros, gestaltete werden.                                                              | Marschall & Klingenstein, Eisenbahnstraße 3, Tettnang                       |      |
|     | Sauhaus                            | Dorit Gräml | Der Name der pinken Sau spielt auf das Bauhaus an, die einflussreichste Bildungsstätte im Bereich der Architektur, der Kunst und des Designs.                                                          | teba, Karlstraße 16/2, Tettnang                                             |      |
| 7   | Sauliebe                           | Petra Schulz, Tettnang | Den Künstler Gustav Klimt als Vorbild gewählt, wurde die Sauliebe gestaltet: mit Silber und Gold sollte ein magisches Kunstwerk entstehen.                                                             | schulz engineering, Narzissenstraße 5, Tettnang                             |      |
| 81  | Schlucki                           | Belegschaft der Firma Plattner | | Plattner Getränkewelt, Tettnang                                             |      |
| 45  | Schussenrieder Hopfi               | Paula Holdenried, Bad Saulgau | Fünfzehn Spiele und rankender Hopfen zieren die farbenfroh gestaltete Sau; ihren Namen bekam sie von Jürgen Ott, Chef der Schussenrieder Brauerei.                                                     | Brauerei Ott, Bad Schussenried                                              |      |
| 43  | Schwäbisch-Hällische Hopfensau     | Karl Sprenger | Die Sau wurde nach dem Schwäbisch-Hällischen Landschwein, auch ‚Mohrenköpfle‘ genannt, bemalt: schwarzer Kopf und schwarzes Hinterteil.                                                                | Metzgerei Gössl, Montfortstraße 14, Tettnang                                |      |
| 3   | Solaria                            | Nina Welte | Getreu dem Motto „Solar(ia) – na klar!“ des Besitzers wurde Solaria mit Sonne und nassen Füßen gestaltet.                                                                                              | Sanitär Welte, Seestraße 3, Tettnang                                        |      |
| 65  | Spätzle                            | Dafne Joel, Tettnang | Der Name steht für das Spatzennest, Tettnangs Familienzentrum in der Schulstraße. | Familienzentrum Spatzennest, Schulstraße 2, Tettnang                        |      |
| 31  | Spectra                            | Leistungskurs Kunst des Montfort-Gymnasiums unter Leitung von Herrn Fellrath                                                                                                | Die gelb-weiße Spectra, auch „Tettnanger Biersau“ genannt, symbolisiert das aromareiche Tettnanger Bier.                                                                                               | Spectrum – Kultur, Montfortstraße 41, Tettnang                              |      |
| 54  | Stadt-Land-Bier-Sau                | Ingrid Haußmann, Tettnang | | Die Brauer mit Leib und Seele                                               |      |
| 1   | Straßenkontrolle                   | Jochen Huhn und Stefan Schoch, Tettnang | Eine rotorangefarbene Weste und eine Sicherheitshose zieren die Sau und ihr Ferkel, die von Mitarbeitern des städtischen Bauhofs gestaltet wurden.                                                     | Städtischer Bauhof, Langenargener Straße, Tettnang                          |      |
| 4   | Stromerle                          | Marc Zeller, Wangen im Allgäu | Die Schnauze der Sau wurde in Form einer CEE-Steckdose gestaltet; aus ihr ziehen sich Strom symbolisierende Blitze über den Körper der Sau bis in ihre Hose.                                           | EnBW                                                                        |      |
| 74  | d’SZau                             | Patrizia Auchter und Ann-Christine Lenz (beide 19 Jahre alt), Tettnang | „Die ganze Welt auf einen Blick“: das Blau der Sau symbolisiert das Wasser der Weltkugel, darauf wurde mittels eines Projektors die Weltkarte übertragen.                                              | Schwäbische Zeitung Lindauer Straße 11, Tettnang                            |      |
| 73  | Tanzsau Swina                      | Josefine Hurler | | Bäckerei Obermühle, Wangener Straße 20, Tettnang                            |      |
| 52  | Tettnang am Spieß                  | Anton Gollinger, Tettnang; Dieter de Mattio, Friedrichshafen; Karl Sprenger, Mehrenberg                                                                                     | Die am Spieß über einem Feuer hängende Sau zeigt auf ihrem Körper Bilder aus der Tettnanger Geschichte.                                                                                                | Gasthof Torstuben, Bärenplatz 8, Tettnang                                   |      |
| 40  | Tiberia                            | Schüler/innen des Montfort-Gymnasiums unter Anleitung von Frau Scheffler: C. Gindele, V. Hartmann, R. Hecht, K. Schulze und A. Specker                                      | | Tourist-InfoBüro, Montfortstraße 41, Tettnang                               |      |
| 63  | Tippelino                          | KPE Pfadfinder Bodensee | Diese Sau ist mit Elementen aus dem Fahrtenleben und am Lagerfeuer sowie Liedtexten der Pfadfinder versehen.                                                                                           | Plattner Getränkemarkt, Tettnang                                            |      |
| 86  | TrachtenLady                       | Alois Schwarz, Eriskirch | Die Tracht aus Lederhose und Bluse soll Tradition und Lebensfreude vermitteln. | Landhausmode Engl, Klausenburger Straße 11, Tettnang-Bürgermoos             |      |
| 46  | Ursus-Panetoga                     | Ingrid Haußmann, Tettnang | Diese Sau gibt die beiden Geschäftsbereiche des Besitzers wieder: Brot und Gebäck (Brezeln und Brötchen am Oberkörper) sowie Bekleidung (Hose an den Hinterbeinen).                                    | Bäckerei Bär, Montfortstraße 35, Tettnang                                   |      |
| 33  | Verwaltungssau                     | Schüler des Montfort-Gymnasiums unter Anleitung von Frau Scheffler: L. Achenbach, T. Becker-Grünig, A. Nocaj und C. Philippin                                               | Die Verwaltungssau wurde von den Schülern mit aufgemalten EDV-Details, Kabeln, Stromanschlüssen und einer Tastatur verziert.                                                                           | Stadt Tettnang, Montfortplatz 7, Tettnang                                   |      |
| 13  | Waldsau Waldpurga                  | Alle Kinder des Natur- und Bewegungskindergartens Tettnang | Nach dem Motto „Lass den Frühling raus!“ wurde die grün grundierte Sau von den Kindern mit Blumen versehen.                                                                                            | Natur- und Bewegungskindergarten, St.-Johann-Weg 2, Tettnang                |      |
| 48  | Zorro - das Warzenschwein          | Karl Pusch | Zorro ist eine sprechende Sau, ihr elektronisches Innenleben wurde von Schülern und Lehrern der Elektronikschule entwickelt: es „spricht“ Passanten, die sich ihr nähern, mit verschiedenen Texten an. | Elektronikmuseum, Montfortstraße 41, Tettnang                               |      |
|     | unbekannt                          | | |                                                                             |      |
|     | unbekannt                          | | |                                                                             |      |
|     | unbekannt                          | | |                                                                             |      |
|     | unbekannt                          | | |                                                                             |      |
|     | unbekannt                          | | |                                                                             |      |
|     | unbekannt                          | | |                                                                             |      |